# ألبرت سابين
 ألبرت بروس سابين  (بالإنجليزية: Albert Sabin) (26 أغسطس 1906 - 3 مارس 1993) باحث طبي أمريكي، ولد في بولندا عام 1921م وترعرع في مدينة باترسون التي استقرت أسرته فيها بالولايات المتحدة، تخرّج من كلية الطب بجامعة نيويورك عام 1931م. عمل سابين ضمن مجموعة من الأطباء في عدد من المؤسسات الطبية، بما في ذلك كلية الطب بجامعة سنسناتي وجامعة الطب في كارولينا الجنوبية، ونال ببحوثه كثيرًا من الجوائز والأوسمة.٬ عرف بتطويره لقاح شلل الأطفال الفموي٬ بدأ الأطباء في الولايات المتحدة استخدام هذا اللقاح عام 1961م، وذلك بعد عام من تحضير سابين له.
أدى استعمال اللقاح على نطاق واسع، إلى القضاء على مرض شلل الأطفال في أجزاء كثيرة من العالم.
اخترع سابين العديد من اللقاحات ضد أمراض فيروسية أخرى منها مرض التهاب الدماغ وحمى الضنك، يضاف إلى أنه أجرى بحوثًا علمية حول إمكانية وجود علاقة بين الفيروسات وبعض أشكال مرض السرطان.

## النشأة
وُلد سابين في بياويستوك، الإمبراطورية الروسية (سابقًا، وفي بولندا منذ عام 1918)، لأبوين من اليهود البولنديين، هما جيكوب سابرستين وتيلي كروغمان. في عام 1921، هاجر مع عائلته باسم أبراهام سابيرستين على متن إس إس لابلاند التي أبحرت من أنتويرب، بلجيكا، إلى مرفأ نيويورك، وفي عام 1930، أصبح موطنًا للولايات المتحدة وغير اسمه إلى سابين، فضلًا عن اتخاذه للاسم الأوسط بروس.
حصل سابين على شهادته في الطب من جامعة نيويورك عام 1931. تدرَّب في الطب الباطني، وعلم الأمراض، والجراحة في مستشفى بيليفو في مدينة نيويورك بين العامين 1931-1933. وفي عام 1934، أجرى بحثًا في معهد ليستر للطب الوقائي في إنجلترا، ثم انضم لمعهد روكفيلر للبحوث الطبية (يعرف باسم جامعة روكفيلر الآن). وخلال هذا الوقت، نمَّى اهتمامًا شديدَا بالبحث، وخصوصًا في مجال الأمراض المعدية. وفي عام 1939، انتقل إلى مستشفى سنسناتي للأطفال في سنسناتي، أوهايو. كان مقدمًا في الفيلق الطبي في جيش الولايات المتحدة خلال الحرب العالمية الثانية وساعد في تطوير لقاح ضد التهاب الدماغ الياباني. أصبح كذلك رئيس أبحاث طب الأطفال في جامعة سنسناتي بحلول عام 1946، مع حفاظه على ارتباطه بمستشفى الأطفال. أشرف سابين في مستشفى سنسناتي للأطفال على زمالة روبرت إم. شانوك، الذي اسماه «ابنه العلمي».
ذهب سابين في رحلةٍ للبحث عن الحقائق إلى كوبا عام 1967 ليناقش مع المسؤولين الكوبيين احتمالية تأسيس علاقة تعاونية بين الولايات المتحدة وكوبا من خلال أكاديمياتهم العلمية الوطنية المرموقة، على الرغم من حقيقة أن البلدين لم يكن لديهما روابط دبلوماسية.
في 1969-1972، عاش وعمل في إسرائيل بمنصب رئيس معهد وايزمان للعلوم في رحوفوت. وبعد عودته إلى الولايات المتحدة، عمل (1974-1982) استاذًا باحثًا في كلية الطب بجامعة كارولاينا الجنوبية. ثم انتقل لاحقًا إلى منطقة واشنطن العاصمة، حيث كان باحثًا مقيمًا في مركز جون إي فوجارتي الدولي في حرم معاهد الصحة الوطنية الأمريكية في بيثيسدا، ماريلاند.

## أبحاث شلل الأطفال
مع نمو تهديد شلل الأطفال، سعى سابين وباحثون آخرون، ولا سيما جوناس سالك في بطرسبرغ وهيلاري كوبروسكي وهيرلاد كوكس في مدينة نيويورك وفيلاديلفيا، لإيجاد لقاح لمنع المرض أو الوقاية منه. لقاح سابين هو لقاح فموي يحتوي على أشكالًا مُضَعَّفة من سلالات شلل الأطفال. في عام 1955، صُرِّح باستخدام لقاح سالك «المقتول». كان فعالًا في منع أغلب مضاعفات شلل الأطفال، ولكنه لم يمنع حدوث العدوى المعوية الأولية. لقد كان إعطاء لقاح سابين أسهل من اللقاحات التي سبقته والتي طورها سالك عام 1954، وتستمر تأثيراته لفترة أطول. اختبر سابين لقاحه الحي الموهَّن لأول مرة في إصلاحية تشيليكوث أوهايو في أواخر عام 1954. وعمل منذ عام 1956 وحتى 1960 مع زملاء روس لتحسين اللقاح الفموي وإثبات تأثيره الاستثنائي وأمنه. عمل لقاح سابين في الأمعاء على منع فيروس شلل الأطفال من دخول مجرى الدم. اكتشف سابين أن الفيروس يتضاعف ويهاجم في الأمعاء. وبالتالي، قام اللقاح الفموي بكسر سلسلة النقل للفيروس وسمح بإمكانية استئصال مرض شلل الأطفال يومًا ما.
بين عامي 1955 و1961، اختُبر اللقاح الفموي على ما لا يقل عن 100 مليون شخص في اتحاد الجمهوريات الاشتراكية السوفياتية (يو إس إس آر)، وأجزاءٍ من أوروبا الشرقية، وسنغافورة، والمكسيك، وهولندا. نُظِّم الإنتاج الصناعي الأول والاستعمال الشامل للقاح فيروس شلل الأطفال الفموي (أو بّي فّي) لسابين بواسطة العالم السوفييتي ميخائيل تشوماكوف. وفر هذا زخمًا قويًا للسماح بالتجارب السريرية واسعة النطاق للأو بّي فّي في الولايات المتحدة في إبريل 1960 على 180،000 طفل من طلاب مدارس سنسناتي. استأصلت تقنيات التحصين الجماعي شلل الأطفال بشكل فعال في سنسناتي والتي كان سابين رائدًا فيها مع مساعديه. ضد معارضة كبيرة من قبل مؤسسة ماج أوف دايمز، والتي دعمت اللقاح المقتول الفعال نسبيًا، أقنع سابين خدمة الصحة العامة بالولايات المتحدة (بّي أتش إس) لترخيص ثلاث سلالات من اللقاح. وبينما ماطل البّي أتش إس، أرسل اليو إس إس آر مليون جرعة من اللقاح الفموي لأماكن تعاني من أوبئة شلل الأطفال، مثل اليابان، وجنى المنفعة الإنسانية. وبالتأكيد، لم يكن من الواضح لكثيرين أن اللقاح كان أمريكيًا، وممولًا بدولارات أمريكية، ولم يكن متوفرًا على نطاق واسع للأمريكيين العاديين.
طور سابين أيضًا لقاحات ضد أمراض فيروسيةٍ أخرى، ومن ضمنها التهاب الدماغ وحمى الضنك. بالإضافة إلى ذلك، بحث في الروابط المحتملة بين الفيروسات وبعض أشكال السرطان.

## روابط خارجية
- ألبرت سابين على موقع الموسوعة البريطانية (الإنجليزية)
- ألبرت سابين على موقع مونزينجر (الألمانية)
- ألبرت سابين على موقع إن إن دي بي (الإنجليزية)